# Nephelographa panni
Nephelographa panni är en fjärilsart som beskrevs av Lancelot A. Gozmany 1978. Nephelographa panni ingår i släktet Nephelographa och familjen Lecithoceridae. Inga underarter finns listade i Catalogue of Life.